# Seleção Caimanesa de Rugby Union
A Seleção Caimanesa de Rugby Union é a equipe que representa as Ilhas Caiman em competições internacionais de Rugby Union. 

## Ligações Externas
- http://rugbydata.com/caymanislands